# Liebert von Liebenhofen

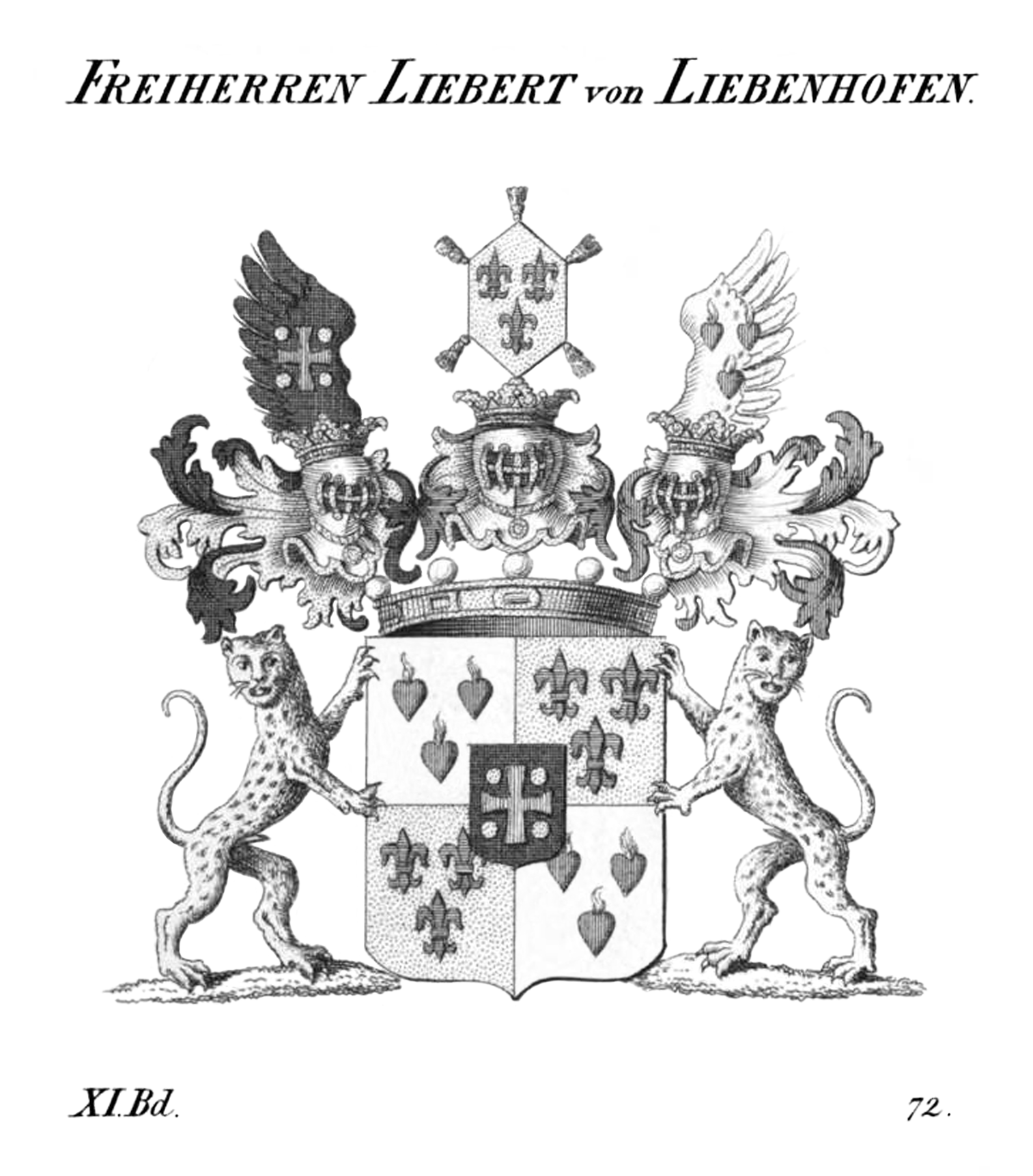
Freiherrliches Wappen

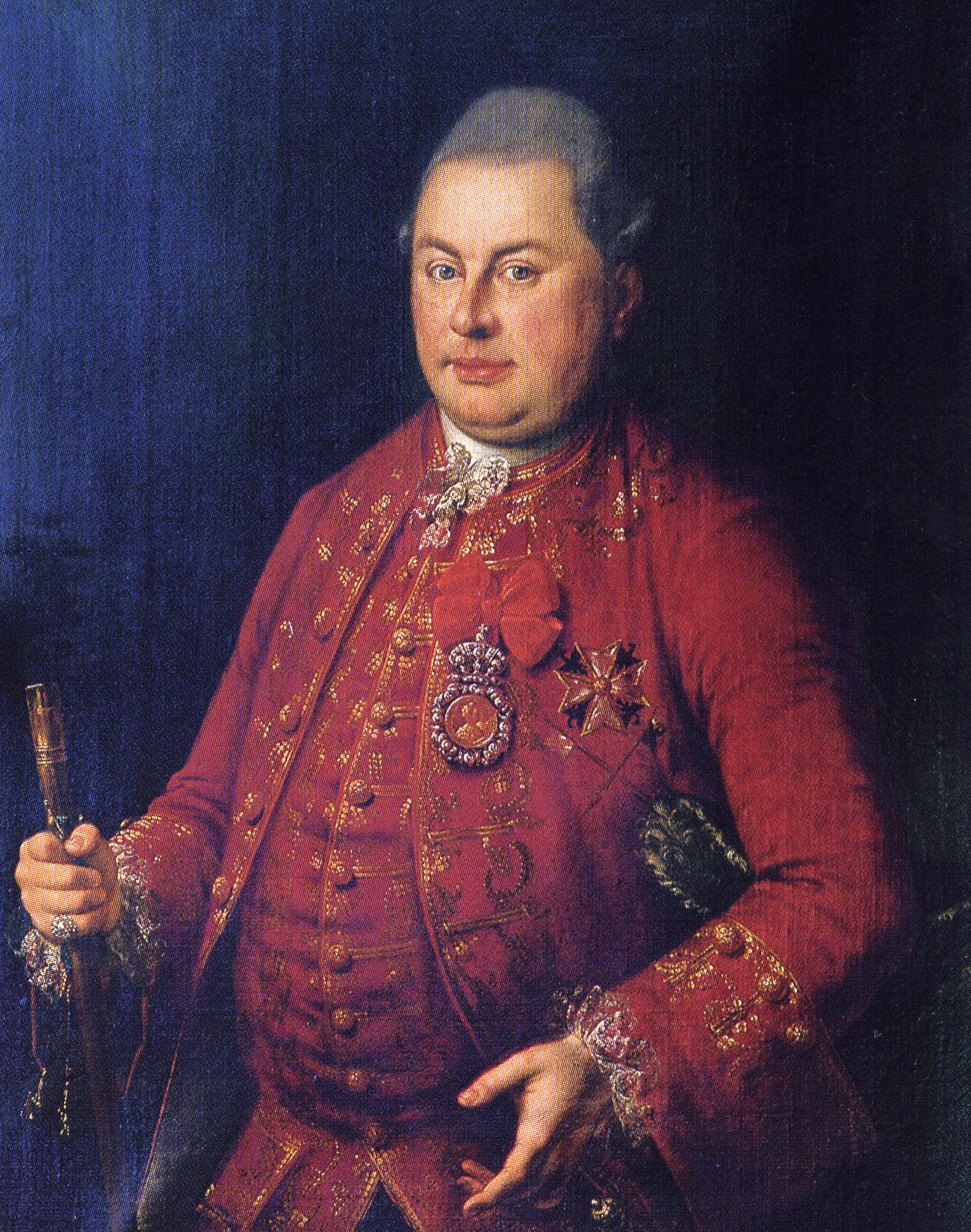
Benedikt Adam Liebert

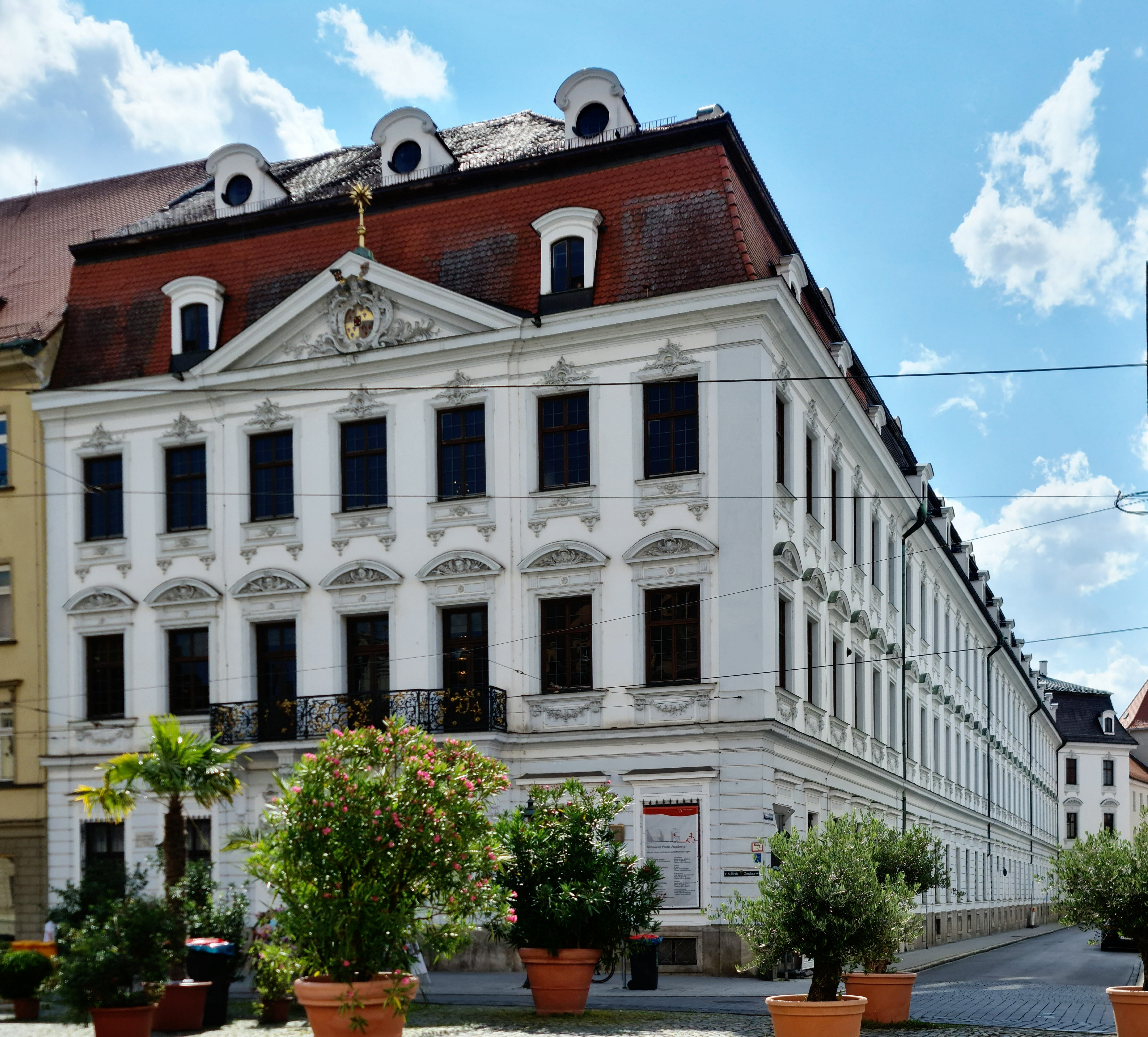
Schaezlerpalais

Liebert von Liebenhofen war der Name eines Augsburger Patriziergeschlechts, das 1753 in den Reichsritterstand und 1770 in den Freiherrenstand erhoben wurde.

## Geschichte
Die Familie, die sich früher „Lieber“ schrieb, soll zu den Patriziergeschlechtern der Reichsstädte Augsburg, Ulm und Memmingen gezählt haben und seit 1263 in Augsburger Urkunden auftreten. Der mit dem vormaligen Geschlecht nicht verwandte, 1733 von Biberbach an der Riß zugewanderte Silberhändler und Bankier Johann Adam Liebert baute in Augsburg eine bedeutende Wechselhandlung auf. Liebert war Lieferant des Wiener und Münchner Hofes sowie der kaiserlichen Münze in Günzburg. Innerhalb kürzester Zeit brachte er es zu enormem Wohlstand. 1758 erhielt er das Augsburger Patriziat und wurde 1753 von Kaiser Franz I. mit dem Prädikat „Edler von Liebenhofen“ in den erblichen Reichsritterstand erhoben. 1764 erwarb Liebert von David von Stetten ein Anwesen an der Maximilianstraße, das er 1765 durch einen Neubau ersetzten ließ. Dieses Rokoko-Palais entstand nach Plänen des Münchner Hofbaumeisters Karl Albert von Lespilliez. Der Sohn von Johann Adam, der Großkaufmann und Bankier Benedikt Adam Liebert von Liebenhofen wurde 1770 von Kaiser Joseph II. in den Freiherrenstand erhoben und 1810 von König Maximilian I. zum königlich-bayerischen Finanzrat ernannt. Sein Sohn, der Bankier Peter Adam Liebert von Liebenhofen erhielt die Eintragung in die Freiherrenklasse der königlich-bayerische Adelsmatrikel und starb kinderlos. Seine Schwester Marianna Barbara Liebert von Liebenhofen heiratete den aus Ansbach stammenden Bankier Johann Lorenz Schaezler. 1821 kaufte Schaezler von seinem Schwiegervater das Palais, das heute seinen Namen trägt und sich bis 1958 in Familienbesitz befand.

## Wappen
Stammwappen: „Im schwarzen Schild ein schwebendes goldenes Kreuz, von vier goldenen Ballen begleitet. Auf dem Helm ein geschlossener schwarzer Adlerpflug mit einer Schildfigur. Helmdecken sind schwarz und golden.“

## Genealogie (Auswahl)
- Johann Adam Liebert Edler von Liebenhofen (1697–1766); ⚭ Maria Elisabeth Mayer
  - Benedikt Adam Freiherr Liebert von Liebenhofen (1731–1810); ⚭ Katharina Barbara Laire
    - Elisabeth Jakobina Freiin Liebert von Liebert (* um 1758); ⚭ Paul von Rad
    - Peter Adam Freiherr Liebert von Liebenhofen (1759–1818); ⚭ Regina Luise Wolf
    - Johanna Regina Freiin Liebert von Liebenhofen (* 1763); ⚭ Johann Heinrich Edler von Schüle
    - Maria Anna Barbara Freiin Liebert von Liebenhofen (1768–1838); ⚭ Johann Lorenz Freiherr von Schaezler
      - Ferdinand Benedikt Freiherr von Schaezler (1795–1856); ⚭ Emilie von Froelich
      - Ludwig Karl Freiherr von Schaezler (1800–1861); ⚭ NN